# Hipposideros halophyllus
Hipposideros halophyllus (Hill & Yenbutra, 1984) è un pipistrello della famiglia degli Ipposideridi diffuso in Thailandia e Penisola malese.

## Descrizione

### Dimensioni
Pipistrello di piccole dimensioni, con la lunghezza della testa e del corpo tra 40,5 e 47 mm, la lunghezza dell'avambraccio tra 35 e 38 mm, la lunghezza della coda tra 25 e 28 mm, la lunghezza del piede tra 4,5 e 6,4 mm, la lunghezza delle orecchie tra 11,1 e 16 mm e un peso fino a 7 g.

### Aspetto
Le parti dorsali sono marroni con la base dei peli più chiara, mentre le parti ventrali sono biancastre. Le orecchie sono grandi, larghe, con l'estremità arrotondata e con un grande lobo antitragale rettangolare. La foglia nasale presenta una porzione anteriore piccola, stretta, senza fogliette laterali e con un profondo incavo centrale alla base inferiore, un setto nasale allargato e di forma discoidale, una porzione posteriore alta, con il margine superiore leggermente semi-circolare e con tre setti che la dividono in quattro celle superficiali. Nei maschi è presente una sacca frontale con l'apertura orizzontale, sostituita nelle femmine da un piccolo ciuffo di peli. La coda è lunga e si estende leggermente oltre l'ampio uropatagio. Il primo premolare superiore è piccolo e situato lungo la linea alveolare.

### Ecolocazione
Emette ultrasuoni ad alto ciclo di lavoro con impulsi a frequenza costante di 180–185 kHz.

## Biologia

### Comportamento
Si rifugia in grotte calcaree con piccole aperture preferibilmente sottosuolo dove forma gruppi fino a 200 individui. Ha un raggio di azione limitato a circa 2 km dai siti di riposo.

### Alimentazione
Si nutre di insetti.

### Riproduzione
Vive nelle foreste.

## Distribuzione e habitat
Questa specie è diffusa nella Thailandia centrale e peninsulare e nella Penisola malese settentrionale.

## Conservazione
La IUCN Red List, considerato che è previsto un declino della popolazione, stimata a meno di 10.000 individui, del 15% nei prossimi 15 anni, classifica H.halophyllus come specie vulnerabile (VU).